# Julius Ssekitoleko
Julius Ssekitoleko (Kampala, 7 de agosto de 2000) es un levantador de pesas ugandés que compitió en la categoría de hasta 56 kilogramos y compite en la de 61kg. Además representa a Uganda en competencias internacionales. Participó en varios campeonatos mundiales, incluyendo los Juegos de la Mancomunidad de 2018.
Es conocido mundialmente por escabullirse de la villa olímpica en los Juegos Olímpicos de Tokio 2020.

## Juegos Olímpicos de Tokio 2020
Después de arribar a Japón el 19 de junio de 2021 para los Juegos Olímpicos de Tokio 2020, Ssekitoleko se ausentó el 18 de julio de la villa olímpica dejando una nota en su habitación. En la misma, él destacaba que quería quedarse a vivir en Japón y comenzar una nueva vida.
Dos días después, el 20 de julio, fue encontrado en Nagoya, gracias a las cámaras de seguridad de un tren en el que se subió y fue deportado a su país.
Las primeras versiones indicaban que Julius se había ausentado por la pobreza que existe actualmente en su nación. Sin embargo, en una entrevista con un periodista argentino, él afirmó que fue porque se sentía deprimido ya que los dirigentes de su país no le permitieron competir porque entendían que debía pasar a la categoría de hasta 67 kilos por "cuestiones administrativas".
En dicha nota, el pesista afirma que al aterrizar en el aeropuerto de su ciudad, los policías locales lo detuvieron y estuvo cinco días en prisión sin motivo hasta que fue llevado a casa de su madre.

## Su vida
Ssekitoleko nació el 7 de agosto del año 2000 en el Hospital Mulago de Kampala.